# (10665) Ortigão
(10665) Ortigão – planetoida z pasa głównego asteroid okrążająca Słońce w ciągu 4 lat i 250 dni w średniej odległości 2,8 j.a. Została odkryta 16 października 1977 roku przez Cornelisa van Houtena i Ingrid van Houten-Groeneveld na płytach fotograficznych wykonanych przez Toma Gehrelsa w Obserwatorium Palomar. Nazwa planetoidy pochodzi od Catariny Ortigão (ur. 1974), przyjaciółki Pedro Lacerdy – kolegi odkrywców. Przed jej nadaniem planetoida nosiła oznaczenie tymczasowe (10665) 3019 T-3.